# Petrus Paganus

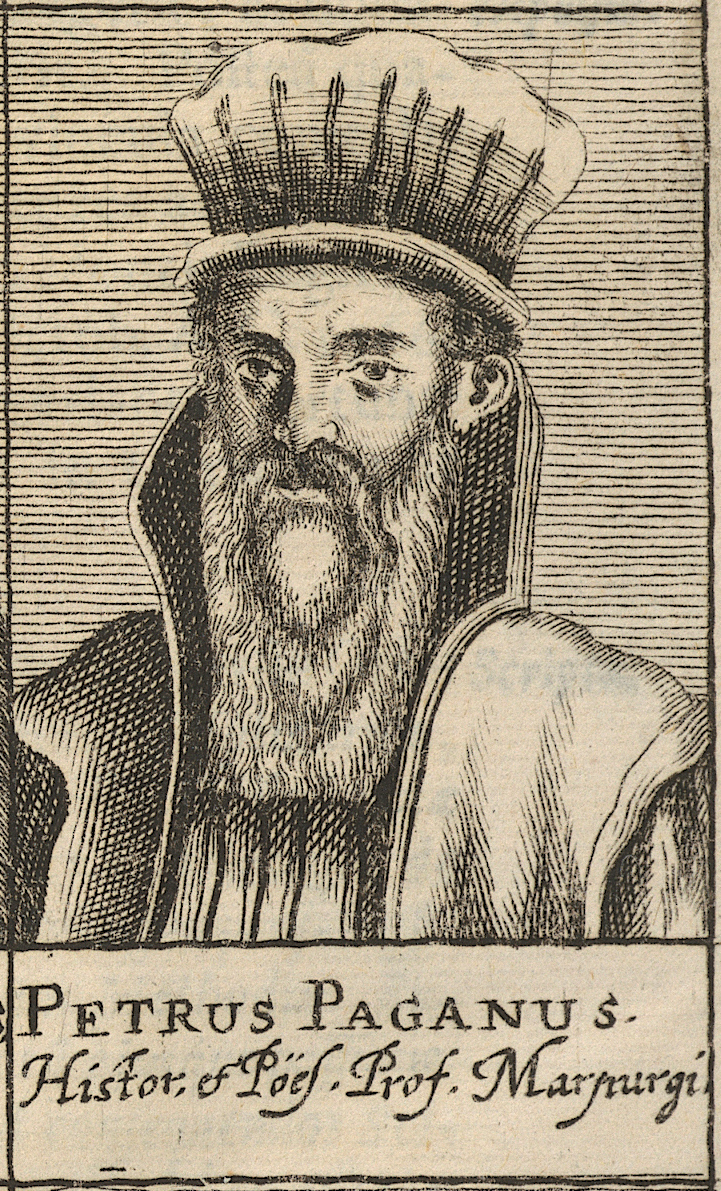
Petrus Paganus

Petrus Paganus (Paganus = Landbewohner) (* 30. März 1532 in Wanfried; † 29. Mai 1576 ebenda) war ein deutscher neulateinischer Dichter und Humanist. Er war Professor der Poesie und Geschichte an der Universität Marburg und Poeta laureatus.

## Leben
Peter Dorfheiliger (Petrus Paganus) aus Wanfried besuchte in Eschwege die Schule, studierte in Marburg (1550 Magister) und unternahm dann größere Reisen nach Belgien, Frankreich, Italien und Österreich. In Wien (1554–1560) wurde er vom  Kaiser Ferdinand mit Lorbeerkranz (Poeta Laureatus Caesareus) als Dichter gekrönt. Von dort 1561 zurückgekehrt, lehrte er in der Universität Marburg als Professor der Poesie und Historie.
Seine lateinische Dichtkunst rühmt eine Anekdote. Als er nach einem vom Komtur des Deutschen Ritterordens in Marburg gegebenen Gastmahl beim Aufbruch durch Alkoholwirkung schwankte, habe er in spontan gedichtetem Vers ausgerufen:
„Sta pes; sta mi pes; sta pes, ne labere mi pes! Nisi steteris, lapides hi tibi lectus erunt“ (Steh, Bein – bleib stehn, mein Bein; / stehe Bein und wanke nicht! / Stehst du nicht, dann werden sein / dein Bette dir / die Steine hier).
Dieses lateinische Distichon wird allerdings auch anderen Autoren zugeschrieben; es dürfte sich um eine Wanderlegende handeln.
Eine weitere Anekdote erzählt, er habe schließlich beschlossen, den ehelosen Stand aufzugeben und die Tochter eines Marburger Ratsherrn zu heiraten. Bevor er sich um die elterliche Einwilligung bewarb, habe er die Erwählte bei einem Festmahl folgendermaßen angeredet: „Noch vor Ausgang dieses Jahres habe ich mich, wenn das Glück gut ist, zum Ehestand entschlossen; wird mein Engel diesem Beispiel folgen?“ Auf diese etwas unklare Rede habe er die Antwort erhalten: „Mein Herr Poet, ihr möget freien, wann ihr wollt, wann es mir wird gelegen sein, so werde ich auch freien“. 
Paganus blieb unverheiratet. Sein Grab war in der 1885 abgerissenen alten evangelischen Kirche von Wanfried; der Gedenkstein war rechts neben dem Turmeingang, die Grabstätte jedoch im Chor unterhalb der südlichen Chorfenster.

## Grabstein
Die lateinische Inschrift des Grabsteins lautet:
EPITAPHIUM PETRI PAGANI HESSI POETAE LAUREATI./ ECCE BREVIS MAGNI TUMULUS / TEGIT OSSA POETAE PAGANI CUIUS / NOMEN IN ORBE VIGET HUNC WANFRIDA / DEDIT NOBIS / ESCHWEGE PUSILLUM / ENUTRIIT STUDIIS / INSTITUITQUE BONIS / POST DESIDERIO / GENTES UT ADIRET ET URBES / EXTERNAS LONGUM / CORRIPIT ACRIS ITER / HINC BELGAS ADIT ET / RAPIDUS QUA SEQUANA LAMBIT / URBEM CAMPANI TRANSIT AD/ARVA SOLI / ISTRO DELAPSUS / PUGNACES / VENIT AD AUSTROS / HIC UBI LAUREOLAM / CLARA VIENNA DEDIT / IN PATRIAM / REDIENS / SUMMA CUM LAUDE POESIN / HISTORIASQUE SIMUL / MARTIS IN URBE DOCET / PRINCIPIBUS CHARUM / COLUIT STUDIOSA IUVENTUS / COLLEGAM DOCTI / SUSCIPIUNTQUE VIRI/AEGER IT IN PATRIAM / CONSUMPTI TABE MALIGNA / AD SEDES MIGRAT / SPIRITUS AETHEREAS / HUNC LAPIDEM MEMORES PATRUO POSUERE NEPOTES / QUI LEGIT UT DICAT / CLARE POETA VALE!
Es folgt in Deutsch: Joh. Schimm in memor Discip. F. Nascitur Anno 1532 die Paschatis Moritur Anno 1576. in fine Maji Her Wilhelm von Ohnehausen, Landcompter zu Marpurg / Theodorius Gebhard / Schwestermann des poet / Bertholdus / Johannes und Jacobus Dorfheilige / Johannes Hillemann / Johannes Hentrich und Johannes Ehrmeswert / Bruders Kinder und Schwäger / Wilhelm und Jacobus Rexrodt / Item Michael Althans / Schwesterkinder und Schwäger.
Übersetzung der lateinischen Grabschrift:
Grabstein des Peter Paganus, des hessischen, mit dem Lorbeerkranz gekrönten Dichters.
Sieh, dieser kurze (kleine) Grabhügel bedeckt die Gebeine des großen Dichters Paganus. Sein Name ist berühmt auf dem Erdkreise. Wanfried gab ihn uns; Eschwege erzog ihn, als er noch klein war, und unterrichtete ihn in den schönen Wissenschaften. Aus Verlangen, andere Völker und Städte kennenzulernen, beginnt er mit Mut seine große Reise. Von hier geht er in die Niederlande und durcheilt die Fluren an der Seine, die Stadt der Champagne. Donauabwärts kam er bis zu den kämpferischen Österreichern; hier war es, wo ihm das berühmte Wien den Lorbeerkranz aufsetzte. Ins Vaterland kehrt er zurück und mit großem Beifall lehrt er Dichtkunst und Geschichte in der Mars-Burg. Den Fürsten war er teuer, ihn verehrte die lernbegierige Jugend, gelehrte Männer zählen ihn zu ihren Kollegen. Krank kommt er in seine Vaterstadt, verzehrt von der bösen Sucht, sein Geist schwingt sich empor zu den himmlischen Sitzen. Diesen Leichenstein setzen im Gedächtnis an ihren Oheim seine Neffen, damit wer dies liest, rufe: „Berühmter Dichter, lebe wohl“.
Sein Schüler Joh. Schimm hat dieses Gedicht ihm zum Andenken gemacht.
Im Jahre 1532 am Osterfeste wird er geboren; er stirbt Ende Mai im Jahre 1576.

## Werke
- Petrus Dorfheiliger, Caspar Cropacek: De lamentabili passione et glorioso triumpho Jesu Christi a morte resurgentis. Raphael Hofhalter, Wien 1560 (Latein, Digitalisat der Österreichischen Nationalbibliothek).